# Ljunglöfska salongen
Ljunglöfska salongen är ett rum i Medborgarhuset vid Medborgarplatsen på Södermalm i Stockholm som inrymmer en komplett bevarad salongsinredning från 1878.

## Historik
Ljunglöfska snusfabriken var en tobaksfabrik i Stockholm grundad 1822 av Jacob Fredrik Ljunglöf (1796-1860). Den Ljunglöfska tobaksfabriken var inrymd i husen på gården åt Luntmakargatan med adress Luntmakargatan 19. En lång rad ombyggnader och tillbyggnader skedde under fabrikens tillvaro. Åt Sveavägen behölls bostadshuset i stort sett sådant det hade varit 1839 med kontor och några gästrum i bottenvåningen och en representativ bostadsvåning 1 trappa upp.
När Jacob Fredrik Ljunglöf dog 1860 var han en av Sveriges rikaste män både som meduppfinnare av den nya produktionsmetoden och mannen bakom receptet "Ljunglöfs No. 1", nu Ettan. Jacob Fredrik Ljunglöfs son Knut Ljunglöf (1833-1920), som övertog ledningen, utvecklade sedan varumärket och fabriken till ett ännu mer framgångsrikt företag. Knut Ljunglöf var allmänt känd som "Snuskungen". Knut Ljunglöf var mycket framgångsrik i att utveckla företaget till Europas största rökfria tobaksproducent. Vid sin död efterlämnade han en av de största förmögenheter i Sverige, 16 miljoner kronor. Knut Ljunglöf efterlämnade också den stora egendomen Ljunglöfska slottet i Blackeberg norr om Stockholm.
I tidskriften Svenska Hem från 1928 beskrivs bostadshuset åt Sveavägen med målningar, möblering och annan inredning i biblioteket, blå förmaket och bruna förmaket, den ekboaserade stora matsalen och frukostmatsalen och främst "röda salongen" (Ljunglöfska salongen), som gick genom husets hela bredd. Den "röda salongen" var oförändrad sedan den stora reparation som gjordes 1878 av professor Gustaf Dahl. Arkitekt Dahl förknippas främst med Kungliga biblioteket i Stockholm, som uppfördes 1871-1877. 1928 heter det att "Jag tvivlar på att någonstädes i Stockholm finnes ett mera typiskt bevarat exempel på 1870-1880-talets rumsinredning i dess lyckligaste form." Då huset vid Luntmakargatan revs tio år senare, 1938, tillvaratogs inredningen. Den Ljunglöfska salongen, fanns ursprungligen i snusfabrikör Knut Ljunglöfs våning vid Sveavägen 42–44. Huset vid Sveavägen revs 1938 för att man på platsen skulle nyuppföra Thulehuset. Ett par rum flyttades då och sattes upp i museisyfte i ett för ändamålet avpassat rum i det då nybyggda Medborgarhuset på Södermalm i Stockholm.
Ljunglöfska salongen har polykromt bemålat stucktak, väggpaneler och möblering i ny-Louis seize och tapetserarstil. Interiören är genomgående av hög kvalitet och utgör en god representant för det sena 1800-talets högborgerliga inredningsideal.
Efter en händelse under tidigt 2000-tal då nattklubbsgäster bröt sig in i rummet och vandaliserade föremålen var salongen under en period i dåligt skick. I samband med renoveringen av Medborgarhuset har rummet konserverats 2020 och kommer åter att visas som museirum. Ljunglöfska salongen förvaltas av Stockholms stadsmuseum.

## Bilder

### Bilder fotograferade avLennart af Petersens1945

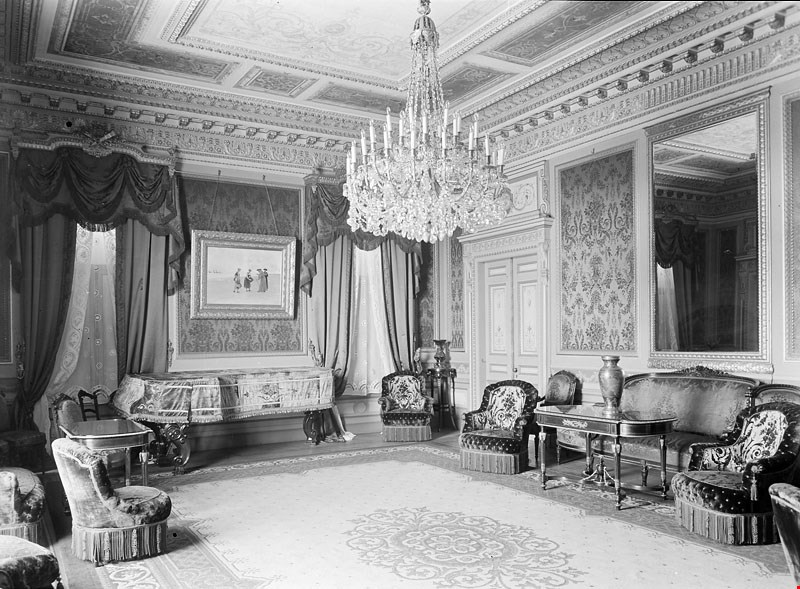
Ljunglöfska salongen fotograferad 1945 av Lennart af Petersens. Den röda salongen finns sedan 1938 i Medborgarhuset.
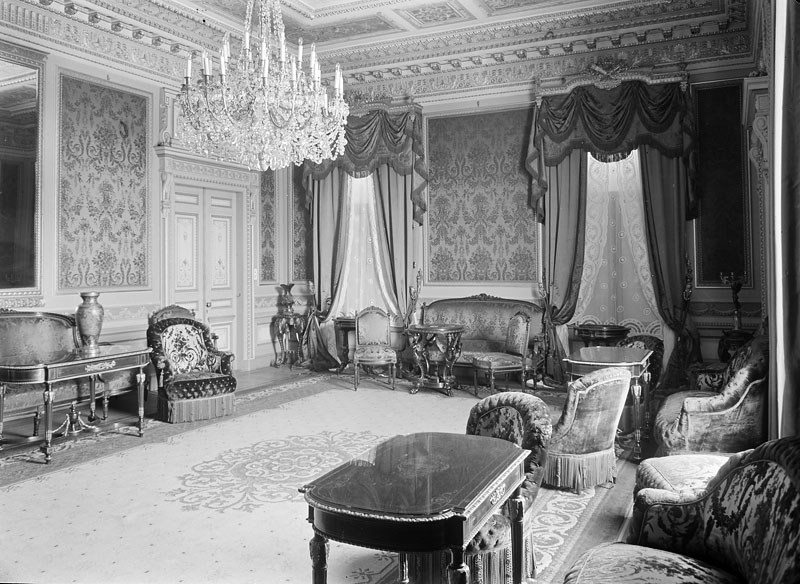
Ljunglöfska salongen fotograferad 1945 av Lennart af Petersens. Den röda salongen finns sedan 1938 i Medborgarhuset.

### Nyare bilder

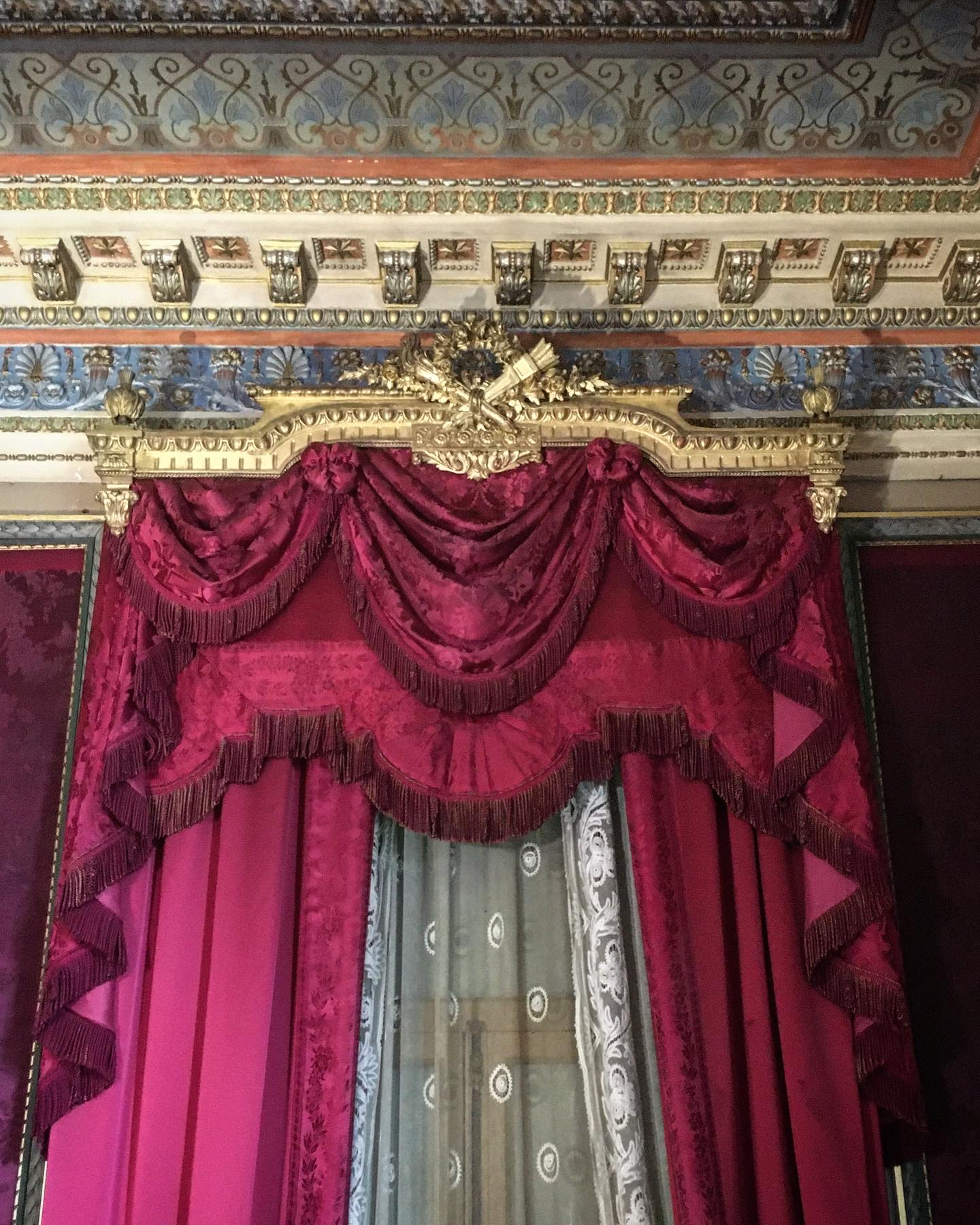
Detalj av gardinuppsättning.
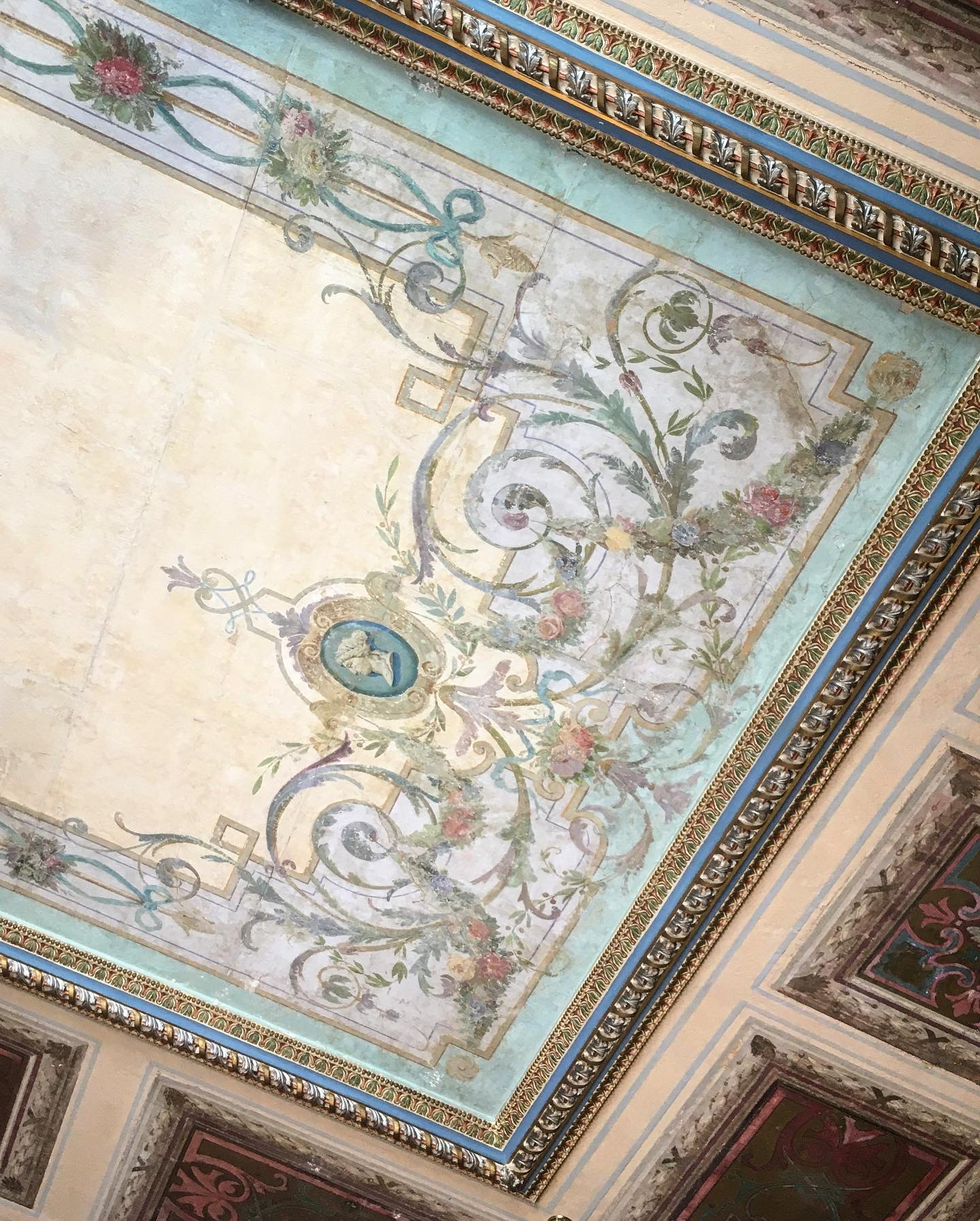
Detalj av taket.
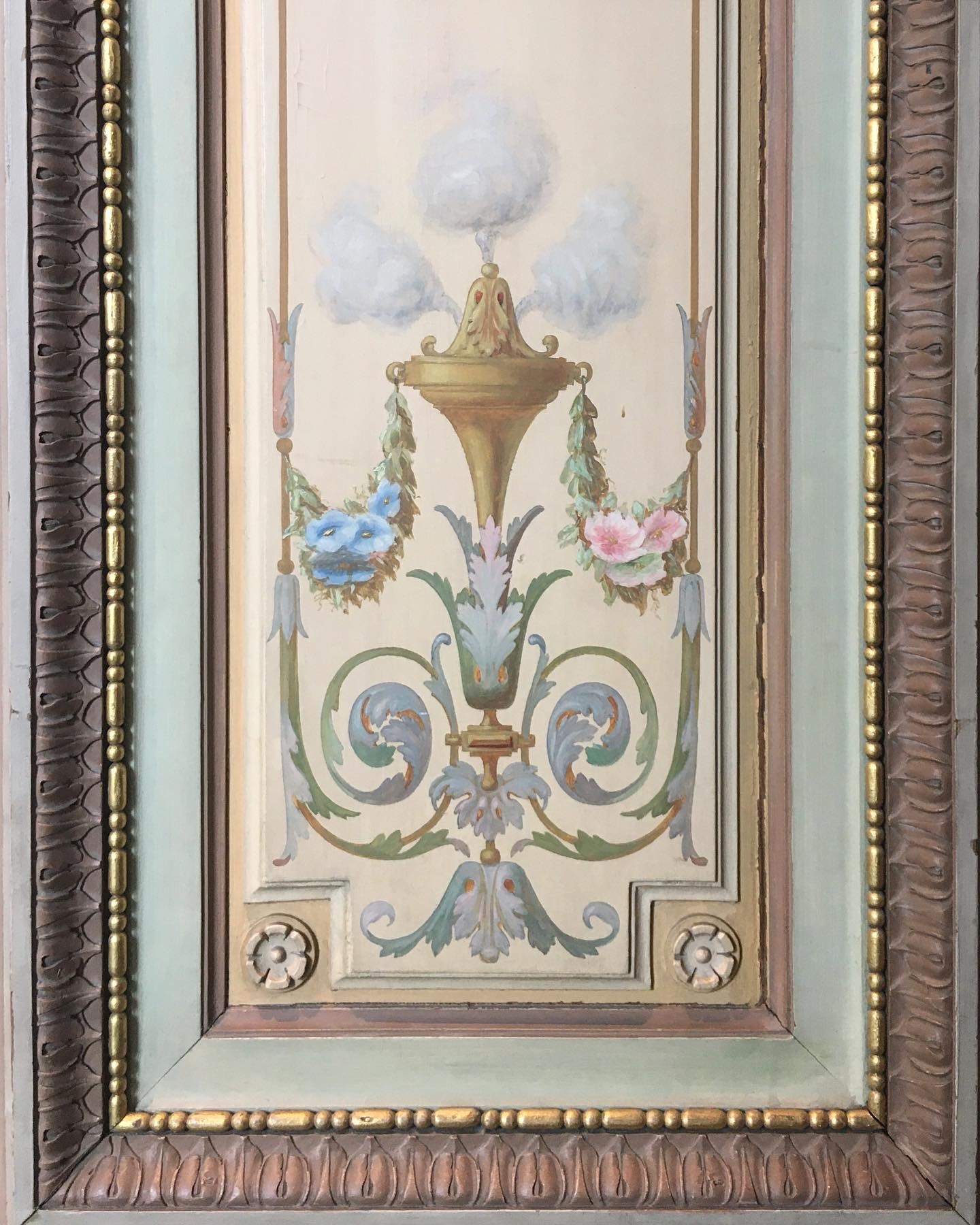
Dekorationsmåleri på dörrarna.

## Upplev Ljunglöfska salongen i 3D
Stockholms stadsmuseum på webben: "I Medborgarhuset vid Medborgarplatsen finns en praktfull salongsinredning från 1878. Så här kunde det se ut i den modemedvetna borgarklassens hem vid tiden. Inredningen fanns ursprungligen i snusfabrikör Knut Ljunglöfs våning på Sveavägen. Då byggnaden revs flyttades interiören till Medborgarhuset som då höll på att byggas. Nu kan du uppleva denna tidskapsel i en 3D-modell!" Produktion: Christer Lindqvist/Molithaeus. Uppdaterad 2021-01-26.
- Upplev Ljunglöfska salongen i 3D.